# Opuntia auberi
Opuntia auberi es una especie fanerógama perteneciente a la familia Cactaceae. 
Es nativa de Centroamérica en Cuba y Antillas.

## Descripción
Opuntia auberi crece en forma de árbol y alcanza una altura de 3 a 8 metros y más. Las ramas se producen en ángulo recto desde el tronco. El tallo es cilíndrico y tiene color marrón con gloquidios. Es de color azul-verde a gris-verde, con amplias y masivas piezas de hasta 30 centímetros de largo. Las flores son rosadas y miden hasta 9 cm de largo.

## Taxonomía
Opuntia auberi  fue descrita por Ludwig Karl Georg Pfeiffer y publicado en Allgemeine Gartenzeitung 8(36): 282. 1840.
Etimología
Opuntia: nombre genérico que proviene del griego usado por Plinio el Viejo para una planta que creció alrededor de la ciudad de Opus en Grecia.
auberi: epíteto otorgado en honor del director del Jardín Botánico de La Habana Pedro A. Auber.
Sinonimia
- Nopalea auberi[5]

## Nombre común
- Lengua de vaca, Nopal de lenguita